# Diocesi di Alexandria
La diocesi di Alexandria (in latino Dioecesis Alexandrina in Louisana) è una sede della Chiesa cattolica negli Stati Uniti d'America suffraganea dell'arcidiocesi di New Orleans. Nel 2022 contava 36.804 battezzati su 370.861 abitanti. È retta dal vescovo Robert William Marshall.

## Territorio
La diocesi comprende 13 parrocchie civili della Louisiana, negli Stati Uniti d'America: Avoyelles, Caldwell, Catahoula, Concordia, Franklin, Grant, La Salle, Madison, Natchitoches, Rapides, Tensas, Vernon e Winn.
Sede vescovile è la città di Alexandria, dove si trova la cattedrale di San Francesco Saverio. A Natchitoches si trova l'antica cattedrale diocesana dell'Immacolata Concezione, oggi basilica minore.
Il territorio si estende su 27.810 km² ed è suddiviso in 50 parrocchie.

## Storia
La diocesi di Natchitoches fu eretta il 29 luglio 1853 con il breve Quum illud di papa Pio IX, ricavandone il territorio dall'arcidiocesi di New Orleans.
Il 6 agosto 1910 assunse il nome di diocesi di Alexandria, che mantenne fino al 18 ottobre 1976, quando per effetto del decreto In dioecesis della Congregazione per l'evangelizzazione dei popoli assunse il nome di diocesi di Alexandria-Shreveport.
Il 16 luglio 1986 la diocesi si è divisa, dando origine alla presente diocesi di Alexandria e alla diocesi di Shreveport.

## Cronotassi dei vescovi
Si omettono i periodi di sede vacante non superiori ai 2 anni o non storicamente accertati.
- Augustus Marie Martin † (29 luglio 1853 - 29 settembre 1875 deceduto)
- Francis Xavier Leray † (27 novembre 1876 - 30 settembre 1879 nominato arcivescovo coadiutore di New Orleans[2])
  - Sede vacante (1879-1884)
- Anthony Durier † (19 dicembre 1884 - 28 febbraio 1904 deceduto)
- Cornelius Van de Ven † (24 ottobre 1904 - 8 maggio 1932 deceduto)
- Daniel Francis Desmond † (16 dicembre 1932 - 11 settembre 1945 deceduto)
- Charles Pasquale Greco † (15 gennaio 1946 - 10 maggio 1973 ritirato)
- Lawrence Preston Joseph Graves † (10 maggio 1973 - 20 luglio 1982 dimesso)
- William Benedict Friend † (17 novembre 1982 - 16 giugno 1986 nominato vescovo di Shreveport)
- John Clement Favalora (16 giugno 1986 - 14 marzo 1989 nominato vescovo di Saint Petersburg)
- Sam Gallip Jacobs (1º luglio 1989 - 1º agosto 2003 nominato vescovo di Houma-Thibodaux)
- Ronald Paul Herzog † (4 novembre 2004 - 2 febbraio 2017 dimesso)
- David Prescott Talley (2 febbraio 2017 succeduto - 5 marzo 2019 nominato vescovo di Memphis)[3]
- Robert William Marshall, dal 21 aprile 2020

## Statistiche
La diocesi nel 2022 su una popolazione di 370.861 persone contava 36.804 battezzati, corrispondenti al 9,9% del totale.
| anno | popolazione | popolazione | popolazione | presbiteri | presbiteri | presbiteri | presbiteri                | diaconi | religiosi | religiosi | parrocchie |
| anno | battezzati  | totale      | %           | numero     | secolari   | regolari   | battezzati per presbitero | diaconi | uomini    | donne     | parrocchie |
| ---- | ----------- | ----------- | ----------- | ---------- | ---------- | ---------- | ------------------------- | ------- | --------- | --------- | ---------- |
| 1950 | 52.481      | 900.000     | 5,8         | 125        | 65         | 60         | 419                       |         | 52        | 305       | 95         |
| 1959 | 76.920      | 906.736     | 8,5         | 178        | 121        | 57         | 432                       |         | 57        | 413       | 78         |
| 1966 | 91.859      | 1.009.860   | 9,1         | 186        | 130        | 56         | 493                       |         | 27        | 352       | 87         |
| 1970 | 43.451      | 1.015.891   | 4,3         | 165        | 112        | 53         | 263                       |         | 71        | 279       | 84         |
| 1976 | 73.500      | 1.083.132   | 6,8         | 140        | 98         | 42         | 525                       |         | 53        | 221       | 85         |
| 1980 | 83.432      | 1.130.000   | 7,4         | 143        | 101        | 42         | 583                       | 1       | 55        | 226       | 82         |
| 1990 | 48.050      | 423.400     | 11,3        | 69         | 54         | 15         | 696                       | 10      | 19        | 67        | 48         |
| 1999 | 48.050      | 401.211     | 12,0        | 82         | 66         | 16         | 585                       | 6       | 3         | 64        | 48         |
| 2000 | 48.050      | 401.211     | 12,0        | 74         | 59         | 15         | 649                       |         | 18        | 56        | 49         |
| 2001 | 49.050      | 401.211     | 12,2        | 71         | 57         | 14         | 690                       | 5       | 17        | 49        | 47         |
| 2002 | 47.321      | 392.639     | 12,1        | 73         | 61         | 12         | 648                       | 5       | 16        | 49        | 48         |
| 2003 | 48.050      | 389.970     | 12,3        | 69         | 57         | 12         | 696                       | 5       | 16        | 48        | 48         |
| 2004 | 48.050      | 392.639     | 12,2        | 74         | 60         | 14         | 649                       | 5       | 18        | 39        | 48         |
| 2006 | 48.050      | 388.903     | 12,4        | 72         | 58         | 14         | 667                       | 6       | 18        | 39        | 48         |
| 2012 | 44.600      | 395.600     | 11,3        | 84         | 71         | 13         | 530                       | 6       | 17        | 31        | 50         |
| 2015 | 36.669      | 383.421     | 9,6         | 74         | 61         | 13         | 495                       | 18      | 17        | 23        | 50         |
| 2018 | 35.199      | 367.579     | 9,6         | 78         | 71         | 7          | 451                       | 15      | 10        | 20        | 50         |
| 2020 | 35.968      | 389.675     | 9,2         | 69         | 64         | 5          | 521                       | 23      | 8         | 16        | 50         |
| 2022 | 36.804      | 370.861     | 9,9         | 68         | 65         | 3          | 541                       | 22      | 5         | 15        | 50         |